# Округ Праг-запад
Округ Праг-запад (чеш. Okres Praha-západ) је округ у Средњочешком крају, у Чешкој Републици. Административно средиште округа је главни град Праг.

## Становништво
Према подацима о броју становника из 2012. године округ је имао 124.799 становника.